# Система Комстока — Нидема
Система Комстока — Нидема — система, используемая для обозначения жилок на крыльях насекомых, созданная Джоном Комстоком и Джорджем Нидемом в 1898 году.
Была важным этапом в развитии энтомологии, так как доказывала гомологичность крыльев всех насекомых. Данная система была основана на теории Нидема, которая была позднее дискредитирована Фредериком Чарльзом Фрейзером в 1938 году.

## Названия жилок
В местах залегания трахей и нервов на крыльях насекомых образуются трубчатые утолщения — жилки, являющиеся каркасом крыла. Жилкование крыльев играет важную роль в систематике на разных уровнях, от вида до подотряда.
Согласно системе Комстока — Нидема каждая жилка имеет своё собственное название.

### Продольные жилки
Выделяют 6 основных продольных жилок:
- костальная (costa, обозначается С) — неветвящаяся, отходит от плечевой пластинки, как правило образует утолщенный передний край крыла.
- субкостальная (subcostata, обозначается Sc) — неветвящаяся, отходит от плечевой пластинки, располагается непосредственно за костальной, всегда располагаясь на дней желобка между костальной и радиальной жилками.
- радиальная (radius, обозначается R) — неветвящаяся, толстая, связана у основания с медиальной пластинкой.
- медиальная (media, обозначается М) — отходит от медиальной пластинки, дихотомически разделяется на переднюю и заднюю ветви — MA и MP — каждая из которых, в свою очередь, делятся ещё на две ветви:
- кубитальная (cubitus, обозначается Cu) — отходит от кубитальной пластинки, двухветвистая, сильновыступающая жилка, проходит вдоль гребня складки. Кубитальных жилок может быть две — передняя (CuA) и задняя (CuP)
- анальная (analis, обозначается A) — представляет собой пучок жилок с общим основанием, непосредственно связанное с третьим аксиллярным склеритом.

Эти жилки образуют основную схему. В процессе эволюции жилкование крыльев подверглось изменениям — упрощению или усложнению. Так могут появляться допольные ветви на субкостальной, радиальной и других жилках.
Все жилки, кроме костальной и анальных, могут иметь разветвления. В таком случае, каждому разветвлению дают номер начиная от переднего края крыла.

## Поперечные жилки и ячейки

Жилкование крыла насекомых

От продольных жилок крыла отходят боковые ветви, образующие сеть жилок, разделяющих крыло на участки, называемые ячейками. В первую очередь выделяют срединную ячейку (cellula media), располагающуюся от корня до середины крыла. Обычно она объединяет 6—8 продольных жилок, идущих раздельно к краю крыла.
Также от корня крыла отходят ещё две или три продольные жилки, находящиеся между передним и внешним краем и серединной ячейкой.
Близко к переднему краю передних крыльев проходит переднекрайняя жилка (I), за которой располагается срединная ячейка (MZ), ограниченная спереди субкостальной жилкой (Sс). Последняя даёт по направлению к переднему краю крыла пять ветвей (II, 1—5), четвёртая и пятая из которых имеют общий ствол.
Кнаружи (по направлению к внешнему краю) серединная ячейка ограничена верхней, средней и нижней дискоидальными жилками (ODC, MDC, UDC), от которых отходят верхняя и нижняя радиальные жилки (III,1—2) к внешнему краю. Задняя граница серединной ячейки образует серединную жилку (М), от которой отходят три ветви к задней части внешнего края передних крыльев (V, 1—3).
Позади лежит подсерединная жилка (SM)- заканчивающаяся между внешним и задним краем, от неё отходит одноименная ветвь (V, 1). Между третьей и четвёртой субкостальной ветвью находится передняя вилообразная ячейка (VGZ), а между четвёртой и пятой — главная вилообразная ячейка (GZ). На боковом крае сзади располагаются семь краевых ячеек.
Заднее крыло также имеет костальную жилку (I), от которой отходит по направлению к внутреннему краю крыла маленькая ветвь — предкостальная жилка (I, 1). Далее идет соединенная с костальной жилкой маленькой ветвью неразветвленная субкостальная жилка. Как и на переднем крыле, имеются верхняя, средняя и нижняя дискоидальные жилки (ODC, MDC, UDC) от которых отходят верхняя и нижняя радиальные жилки. От серединной жилки направляются, три ветви (IV, 1,2,3); третья из них заканчивается в хвостовом конце заднего крыла. Подсерединная жилка (SM) не имеет ветвей. Из ячеек в заднем крыле выделяют серединную и девять краевых.